# Apoema Calheiros
Apoema Calheiros, pseudónimo profissional e artístico de Luciana Muniz de Calheiros da Gama (Umburatiba, Minas Gerais, 19 de setembro de 1976), é uma fotógrafa, fotojornalista e artista plástica brasileira.

## Biografia
Passou a infância na zona rural de Umburatiba, então sem transporte escolar para acesso à rede de ensino público. Foi a mãe, Rosa Roxa, fazendeira, costureira e parteira informal, que a ensinou a ler, escrever e contar. Só começou a frequentar estabelecimento de ensino com 10 anos de idade, quando a família se mudou para Teixeira de Freitas, na Bahia. Aí fez o ensino fundamental, frequentando o Colégio Estadual Professor Rômulo Galvão (CEPROG). Prosseguiu os seus estudos em Minas Gerais (Coronel Fabriciano e Ipatinga), e posteriormente, de fotografia, em Portugal.
Teve como base da sua formação os cursos de iniciação à fotografia de José Romão (2008 e 2010) e de Adobe Photoshop da Formabase, tendo frequentado, em Lisboa, o Curso profissional de fotografia do Instituto Português de Fotografia (2010-2011), e, subsequentemente, o Curso profissional de fotografia da ETIC – Algarve (2011 - 2013), então Escola Técnica de Imagem e Comunicação, sediada em [[Portimão] e, desde 2014, Escola de Tecnologias, Inovação e Criação, com sede em Faro. Especializou-se em fotojornalismo, tendo por referências Henri Cartier-Bresson, Robert Capa e Sebastião Salgado. Privilegia a fotografia documental e a reportagem, dedicando particular enfase aos temas de intervenção social e aos ligados aos saberes tradicionais.
Estagiou na revista Algarve Mais e, obtida a carteira profissional de jornalista (CO-1234) da Comissão da carteira profissional de jornalista, foi colaboradora do jornal Barlavento (2013 - 2017), tendo efetuado reportagens na Alemanha, Marrocos e Portugal. Dedicou-se também à fotografia artística, tendo realizado exposições no Brasil, França e Portugal. Foi chamada a colaborar com as suas fotografias em diversos livros.

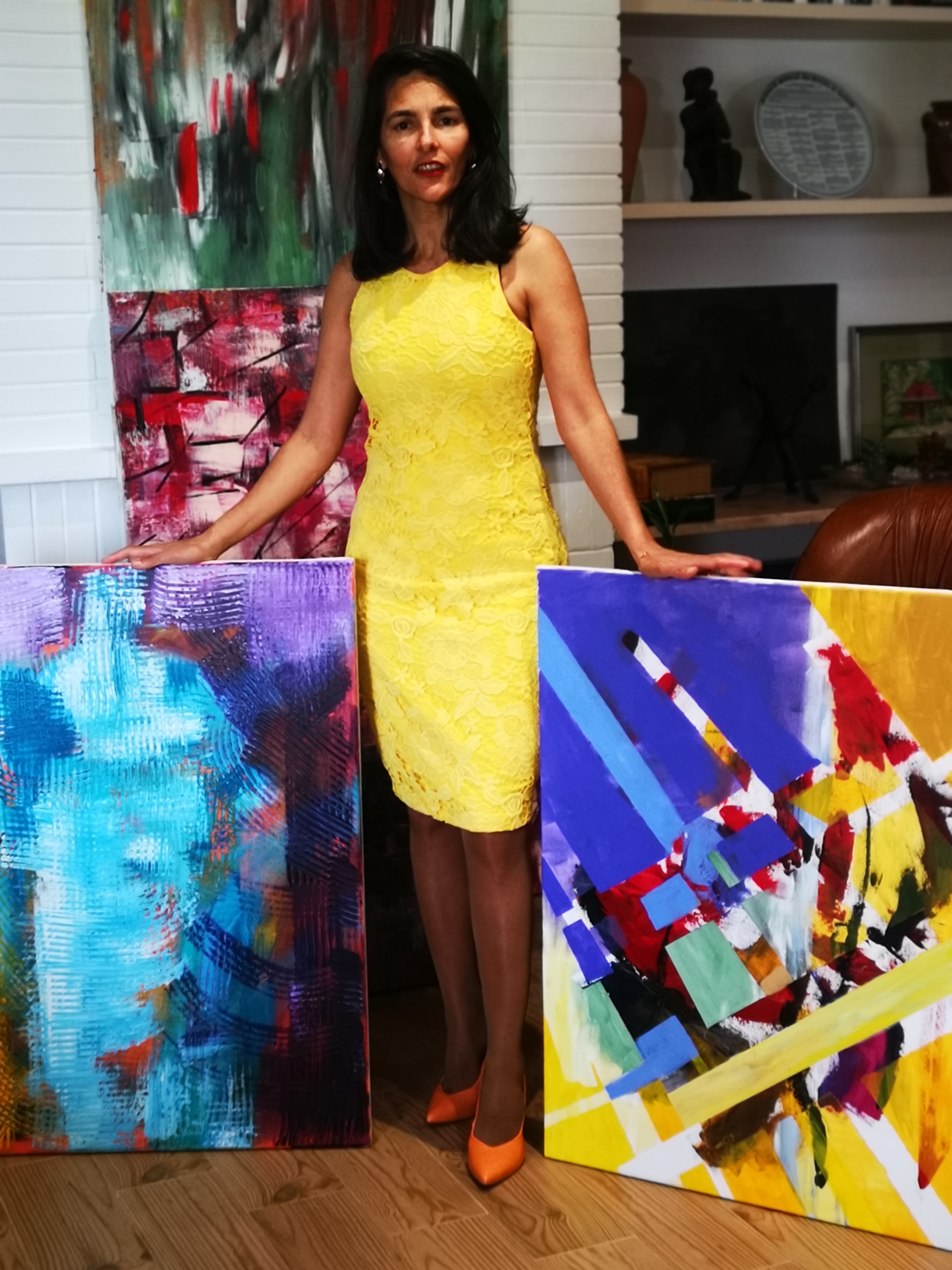
Apoema Calheiros junto de algumas das suas obras pictóricas

Sensível a outros géneros artísticos, cultiva a pintura, que pratica e em cujos estudos se iniciou no Centro de Formação Artística Nextart (Lisboa), e a dança contemporânea, tendo participado, em março de 2011 no Teatro da Trindade, no espetáculo "Vale" da coreógrafa Madalena Victorino.

## Trabalhos publicados em livros
- Borges, Augusto Moutinho [et.al.]; Joaquim Carvalho dos Santos, sua vida e sua obra, 1867-1934: descendência; Carviçais; Lema d' Origem; 2023[5]

- Cunha, Cristina Marreiros; Provérbios e psicoterapia - Não deixes para amanhã o que podes fazer hoje e o Modelo de complementaridade paradigmática; Tavira; AIP-IAP [Associação Internacional de Paremiologia / International Association of Paremiology]; 2021; bilingue português – inglês (capa, contracapa e fotos)[6]

- Gama, Maria José; Caminhos da liberdade – biografias; Albufeira; Arandis; 2016;[7]

- Gama, Maria José; A Memória é Vital Angola, 25 de abril e a Csara; Albufeira; Arandis; 2016;[8]

## Algumas das fotorreportagens publicadas

### no jornal Barlavento
- A Odisseia de mestre Joaquim Carneiro, 10 de Novembro de 2016;[9]

- Assembleia da República recomenda incentivos ao medronho, 22 de julho de 2016;[10]

- Algarve brilhou na Bolsa de Turismo de Lisboa, 10 de Março de 2016;[11]

- Só morre quem é esquecido, 1 de dezembro de 2015[12]

- Mistério algarvio, intriga e fascina mundo fora, 16 de Julho de 2015;[13]

- Aldeia da Meia Praia, ali mesmo ao pé de Lagos, 3 de abril de 2014[14]

E ainda, entre outros, os seguintes artigos, só disponíveis na edição em papel de o Barlavento:
- Futuros Chefs dão-se a conhecer, março 2014;
- I Feira do Livro Jurídico de Albufeira, março 2014;
- Arade palco da 1ª prova do Campeonato Nacional de Motonáutica, abril 2014;
- Olhão, aquém e além-mar em África, junho de 2014;
- FATACIL - muitas novidades e nova dinâmica em 2014, junho 2014
- Margarida Tengarrinha recebeu o prémio «Maria Veleda» na sua 1ª edição, dezembro 2014;
- Exemplos de dádiva e amor em Dia de (S)Cão Valentim, fevereiro de 2015;
- Albufeira acolheu o II Encontro Regional de Boccia, março 2015;
- Algarve, o segredo mais famoso da Europa, em destaque na BTL'15, março 2015;
- Marcelo Rebelo de Sousa, nem sim, nem nim, 4 junho 2015

### na revista Algarve Mais
Publicou os seguintes artigos (não disponíveis on line – a revista fundada em 1993 e dirigida por João Pina foi extinta em 2015):
- Poesia de pezinhos molhados, julho 2013;
- Tiago Moreira – um algarvio campeão nacional de judo, julho de 2013;
- A senhora e a galdéria, agosto de 2013;
- Abre-te Sésamo, agosto 2013;
- Começou a corrida ao “ouro negro” do Algarve, agosto 2013;
- Nadadores salvadores “Assim até eu me afogava”- Marés-Vivas à portuguesa – 1ª parte, agosto 2013;
- Marés Vivas à portuguesa - 2ª parte, agosto 2013;
- Marés Vivas à portuguesa - 3ª parte, agosto 2013;
- Campeão regional da vela é atleta revelação na motonáutica, setembro 2013;
- O sal é branco mas faz a alma negra, outubro 2013;
- Alemães já com saudades do Algarve surfam em afluente do Danúbio, outubro de 2013;
- Voando sobre as águas, novembro de 2013;
- Tubarões no Algarve - espécie ameaçada de extinção, setembro de 2013;
- Show de Jorge Cardinali, o 1º circo aquático em Portugal fim, setembro de 2013;
- Jogar matraquilhos no fundo do mar - nova atração do parque subaquático do Ocean Revival Algarve", setembro de 2013;
- Portugal, lançando bola de pés juntos, vence Taça das Nações, janeiro de 2014;
- Polícia Marítima de Lagos protege imponente ave migratória, fevereiro 2014;

## Exposições Individuais

### Cortiça - da terra ao céu
Esteve patente ao público em:
- Escola Estadual Aparício Alves Murta, Umburatiba, agosto de 2012;[1]
- Galeria Municipal de [[São Brás de Alportel], março 2013;[1]

- Polo Museológico Cândido Guerreiro e Condes de Alte, Alte (Loulé), abril e maio de 2013;[1]
- Convento de São José (Lagoa), junho e julho de 2013;[1]
- Biblioteca Municipal José Saramago, em Odemira, agosto e setembro de 2013;
- Museu Municipal de Arqueologia de Albufeira, dezembro de 2013 a março de 2014;[3]
- Museu da Indústria Têxtil da Bacia do Ave, 2015;[1][2][17]

 «A mostra reúne um conjunto de 30 fotografias sobre o descortiçamento e as fases de processamento industrial da cortiça, produto que já foi comparado pela revista The Economist aos diamantes de África e ao petróleo do Médio Oriente, com a mais-valia, em relação a estes, de ser renovável e não poluente.»

 «o grande motivo de inspiração é a cortiça, matéria-prima usada no fabrico de rolhas ou em componentes para as indústrias da moda, automóvel, aeronáutica ou construção.» 

### A odisseia de mestre Joaquim Carneiro
Esteve patente ao público em:
- Museu Casa Manuel Teixeira Gomes, Portimão, novembro - dezembro de 2013;
- Galeria Espaço+, Aljezur, 2 de agosto a 21 de novembro de 2014;[18]
- Museu do Mar e da Terra da Carrapateira, 2 de abril a 31 de maio 2015[19][20][21][22]

«retrata a vida e o quotidiano de um homem nas suas duas principais facetas. De um lado, a do experiente pescador algarvio, que, na fábrica conserveira em que a mãe era operária, teve por berço uma caixa de sardinhas, que aos 12 anos de idade já ia com o pai para o mar, pescar ao cerco num galeão a vapor, aos 17 naufragou nas águas frias da Terra Nova, quando era membro da tripulação do bacalhoeiro português "Maria Carlota", um lugre à vela, e que, ainda hoje, com 84 anos, agora mestre de terra da traineira "Milita", mãos hábeis tisnadas pelo sol, continua diariamente bigorrilhando (arte de coser as redes rebentadas na faina). Do outro lado, a sua face de ativo militante do PCP, politicamente empenhado, presentemente e desde a resistência antifascista durante a ditadura, na defesa dos valores em que acredita e com muitas histórias para contar. A cumplicidade fotógrafa-fotografado, que surgiu desde os primeiros instantes do seu ocasional conhecimento na doca, está bem patente nesta exposição, onde igualmente, através das suas imagens, Apoema consegue inequivocamente homenagear o trabalho braçal de homens e mulheres que no mar e em terra esforçadamente labutam.» 

### Medronho - 20/50
Esteve patente ao público em:
- Galeria Municipal de Santo António, Monchique, maio - junho de 2014
- Galeria de exposições temporárias da Junta de Freguesia de Odeceixe, 2014

«Em plena serra algarvia, ao ritmo da natureza com temperaturas ideais a rondarem em média os 20oC, crescem os medronheiros (Arbutus unedo), cujos frutos, trabalhados pelo homem, produzem uma aguardente que é ex-libris da região. Esta tem, numa medição que deve ser feita à temperatura de 20oC, um teor de álcool de cerca de 50%, na escala de Gay Lussac, equivalente a 20 na graduação da escala de Cartier, que é a ainda usada pelos produtores algarvios. A experiência artesanal e o saber de gerações, dentro da mesma família, aliaram-se para que a colheita, fermentação e destilação dos medronhos, em adegas tradicionais, seja um rico património cultural a preservar e divulgar. É o que Apoema de Calheiros pretende contribuir com esta exposição, na qual, através de uma série de imagens e de um modo quase didático de narrativa, nos conduz ao longo de todo o percurso que vai desde o ciclo natural da planta até à saída da aguardente de medronho no tubo final do alambique, passando pela apanha dos medronhos e sua fermentação alcoólica em vetustos tonéis.» 

### TPM
Esteve patente ao público em:
- Museu do Mar e da Terra da Carrapateira, 2014;
- Casa-Museu Soledade Malvar, Vila Nova de Famalicão; 2015[1][2]
- Polo Museológico Cândido Guerreiro e Condes de Alte, Alte, 2020[23]

«Conjunto de estudos fotográficos da artista a partir da nudez de corpos femininos, reais e escultóricos, captados os primeiros na natureza, predominantemente em areais e escarpas rochosas costeiras, e os segundos em meio urbano, a partir da TPM Apoema dá largas às suas pulsões criativas em momentos de maior tensão hormonal. Neste projeto, a fotógrafa, natural do Estado de Minas Gerais, que frequentou os Cursos profissionais de fotografia do Instituto Português de Fotografia (Lisboa) e da Escola Técnica de Imagem e Comunicação do Algarve, tem exposto coletiva e individualmente em Portugal, Brasil e França, e é sobretudo conhecida pelos seus trabalhos nas áreas da fotografia documental e de reportagem, rompe, pela primeira vez, com as limitações que lhe são impostas no dia-a-dia enquanto fotojornalista, nomeadamente com a impossibilidade inultrapassável de adulterar, ainda que minimamente, a realidade. Neste exercício libertário e libertador, experimentando agora, através de sobreposições, contrastes, fortes cores e fantasiosas texturas, em jeito de registo onírico e algo provocatório, Apoema oferece-nos novas formas de se expressar e de interagir com o real e com os outros. Praticante que é de bodyboard, dando livre curso à imaginação, convida-nos a com ela surfar em novos mundos, para lá das imagens recolhidas pela sua objetiva, com a sensibilidade que a carateriza.» 

### Adições que subtraem
Esteve patente ao público em:
- Hospital Soerad, Torres Vedras, novembro de 2015, por ocasião do Encontro "Andanças e Percursos, Luzes e Sombras", assinalando os 15 anos de atividade da Equipa de Tratamento de Torres Vedras da Divisão de Intervenção nos Comportamentos Aditivos e nas Dependências da Administração Regional de Saúde de Lisboa e Vale do Tejo.[4]
- Palácio da Justiça de Sintra, novembro de 2015;[4]
- Palácio da Justiça de Cascais, dezembro de 2015[4]

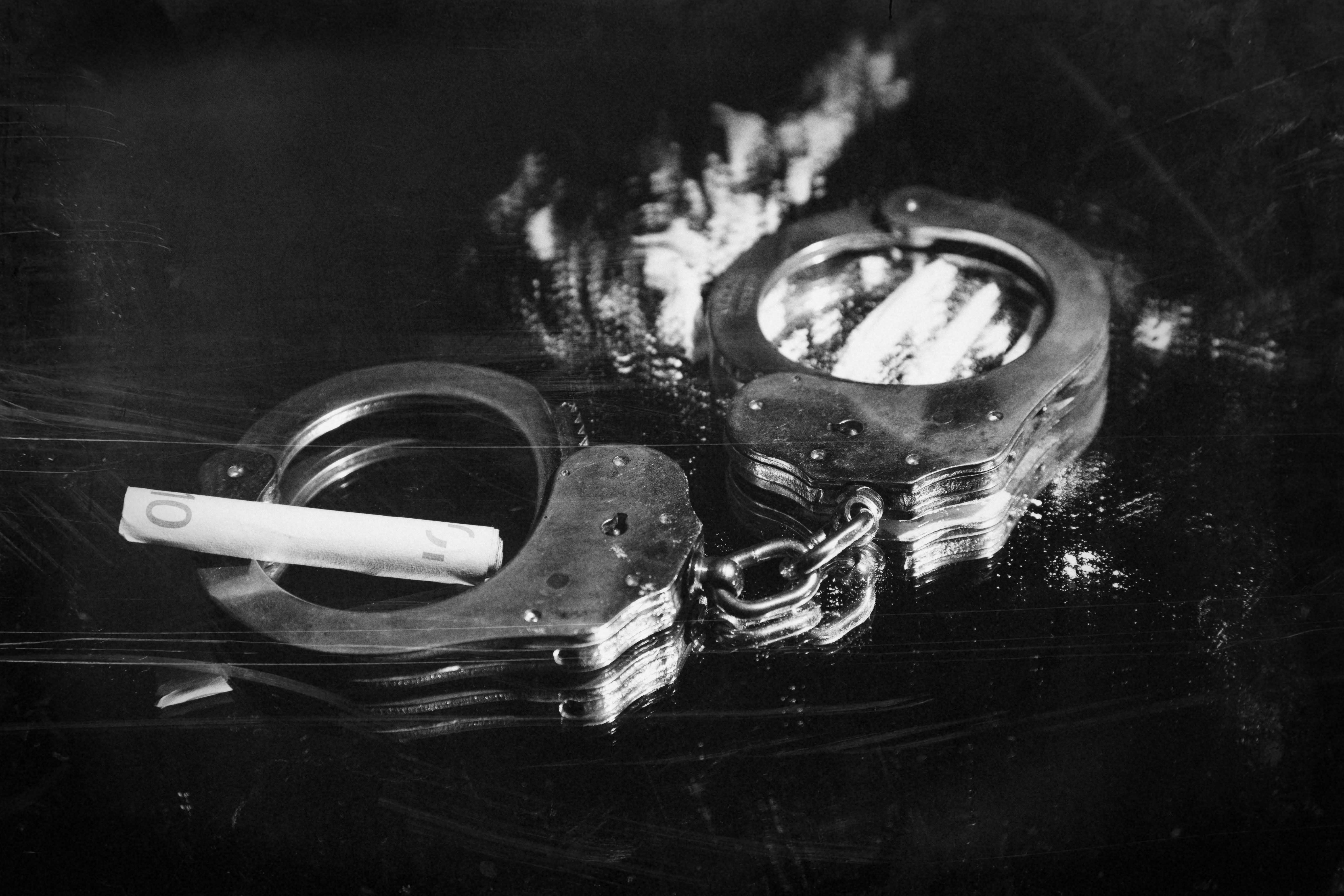
Foto da exposição Adições que subtraem

«As adições ao jogo, ao sexo e à internet, mais recentemente reconhecidas e tratadas como dependências, ficaram propositadamente fora do presente trabalho, em que Apoema Calheiros preferiu colocar o enfoque nas toxicodependências (álcool e estupefacientes) por serem as que em regra causam maior danosidade aos próprios e à comunidade envolvente, esgotando avultados recursos financeiros do Estado e de particulares e atingindo um maior número de pessoas, quer enquanto consumidores, quer enquanto vítimas terceiras, como sucede, por exemplo, com (ex)companheiros, cônjuges e familiares alvo de violência doméstica e in extremis de homicídio, com as de furtos, roubos e toda a criminalidade conexa com o consumo e tráfico de drogas e com sinistrados e mortos rodoviários em consequência de acidentes provocados pela condução em estado de embriaguez, quer ainda enquanto profissionais dos setores da segurança interna, justiça e saúde, ligados à prevenção, repressão, tratamento, reabilitação e reinserção social. Na sua edição as imagens são a preto e branco como sem cor é a vida dos seus protagonistas e estão riscadas tal como as marcas e sulcos profundos, qual cicatrizes, que no corpo e na alma tem aqueles que são atingidos pelo flagelo das adições retratadas.» 

## Exposições Coletivas
2011
- Embaixada Lomográfica do Porto;
- Estação de Metro da Trindade, no Porto;

Ambas dedicadas à Lomografia
2012
- Junta de Freguesia de Pechão (Olhão);
- Mairie da Ville de Morangis (Essonne) (Algarve Florido – mouras encantadas em Pechão)

Ambas sobre o tema das amendoeiras em flor, promovidas pela ALFA (Associação Livre de Fotógrafos do Algarve) e Junta de Freguesia de Pechão.
- Centro Ciência Viva de Lagos (sobre o Ocean Revival Project. Criação de recife artificial junto à costa sul de Portugal, entre Portimão e Alvor, pelo afundamento de quatro navios de guerra da armada portuguesa; importante projeto em termos do desenvolvimento na região da biodiversidade e do ecoturismo na vertente do mergulho subaquático)[25]

2019
- 2ª. Exposição fotográfica Desafio 10+, Niterói (exibiu duas fotografias, sendo uma a intitulada «bailando na bruma» premiada no concurso Desafio OMF Fotonature 2016, da revista portuguesa «Fotografia digital»)